# Zollkriminalinstitut

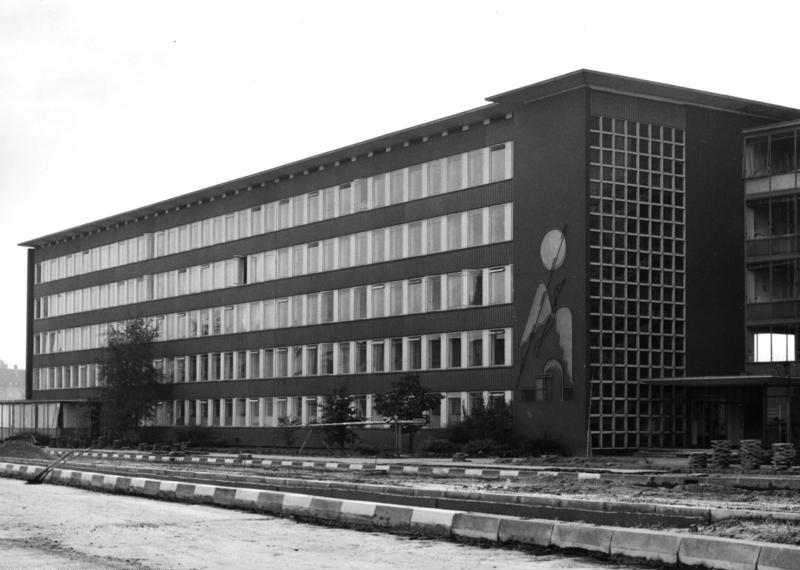
Zollkriminalinstitut (1961)

Das Zollkriminalinstitut (ZKI) war von 1952 bis 1992 die Vorgängerinstitution des heutigen Zollkriminalamtes (ZKA).

## Geschichtliche Entwicklung
1949 wurde die Zentrale Zollnachrichtenstelle in Frankfurt am Main errichtet. Zwei Jahre später wurde das Zollkriminalwissenschaftliche Laboratorium bei der Zolltechnischen Prüfungs- und Lehranstalt (ZPLA) in Köln gegründet und mit der Zentralen Zollnachrichtenstelle zur Zollkriminalwissenschaftlichen Abteilung bei der ZPLA Köln zusammengefasst.
1952 wurde das Zollkriminalinstitut (ZKI) als Nachfolgerin der Zollkriminalwissenschaftlichen Abteilung gegründet und 1958 nach dem Vorbild des Bundeskriminalamtes (BKA) ausgebaut.
Im Juli 1992 wurde schließlich das Zollkriminalamt (ZKA) als Nachfolgerin des Zollkriminalinstitutes gegründet.

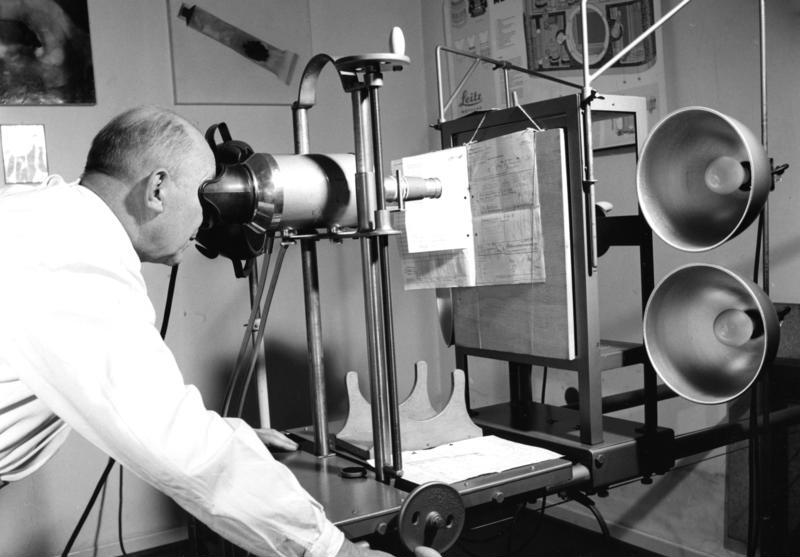
Untersuchung von Schriftstücken mit Infrarotstrahlen zur Erkennung von Fälschungen und Übermalungen (1961)
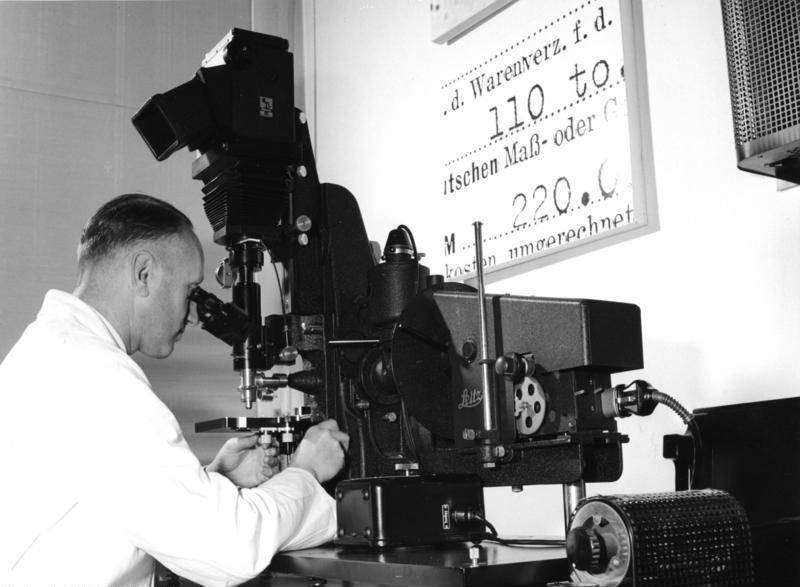
Mikroskopische Untersuchung bei auffallendem Licht (1961)
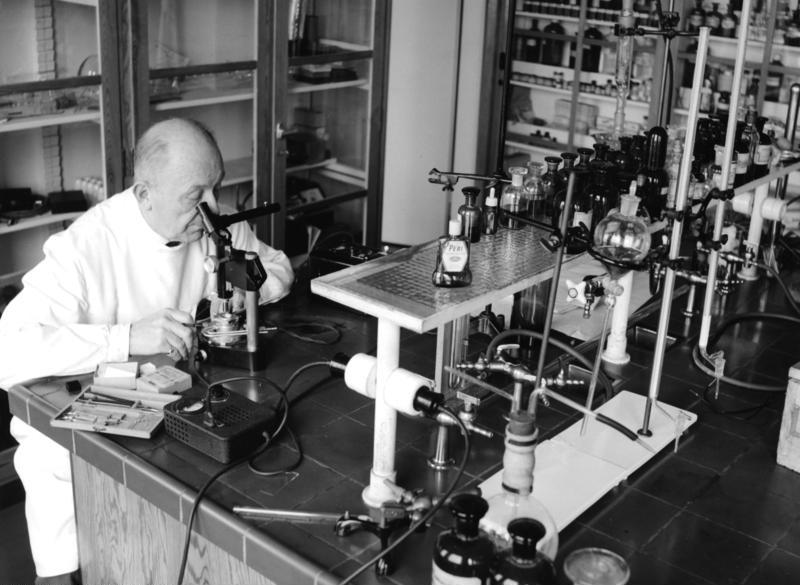
Chemische Untersuchung mit dem Mikroschmelzpunktapparat. Zur ungefähren Arbeitsrichtung für eine Analyse, wenn wenig Untersuchungsmaterial vorhanden ist (1961).